# Lithobates fisheri
La rana leopardo della Vegas valley (Lithobates fisheri (Stejneger, 1893)) è un anfibio estinto della famiglia Ranidae.

## Distribuzione e habitat
Viveva nella Vegas valley.